# Copec
Copec ist ein chilenisches Unternehmen mit Firmensitz in Las Condes, das in der Erdölwirtschaft tätig ist. Das Unternehmen ist in Chile außerdem führend im Vertrieb von Treib- und Schmierstoffen und über das Tochterunternehmen Celulosa Arauco werden große Waldflächen bewirtschaftet und Zellulose- und Papierfabriken betrieben. Präsident des Unternehmens ist Roberto Angelini Rossi. 

## Geschichte
Am 31. Oktober 1934 wurde das chilenische Unternehmen Compañía de Petróleos de Chile (Copec) gegründet. Erster Präsident des Unternehmens war Pedro Aguirre Cerda, der später Präsident von Chile wurde.
1986 übernahm die von Anacleto Angelini geführte Unternehmensgruppe 41 % der Aktien an Copec. Nach dessen Tod wurde sein Neffe Roberto Angelini Rossi Präsident von Copec.

## Unternehmenskritik
Das Tochterunternehmen Celulosa Arauco von Copec wird von Kritikern als führend in der Abholzung chilenischer Wälder angesehen und geriet wiederholt durch Gewässerverschmutzung in die Schlagzeilen.